# Ehrenfried Walter von Tschirnhaus
Ehrenfried Walther von Tschirnhaus (eller Tschirnhausen), född 10 april 1651 på Kieslingswalde i Ober-Lausitz, död där 11 oktober 1708, var en tysk matematiker och filosof.
Tschirnhaus bedrev vid universitetet i Leiden matematiska och filosofiska studier, inträdde som frivillig i holländska armén samt reste sedan under flera år i England, Frankrike och Italien, varunder han 1675–1676 studerade i Paris tillsammans med Leibniz. Återkommen till Tyskland, levde han som privatman, sysselsatt med vetenskapliga forskningar.

## Matematik
Som matematiker gjorde Tschirnhaus sig känd företrädesvis genom sina undersökningar rörande kaustikor (brännlinjer) och sina försök till lösning av ekvationer av högre grader. Han upptäckte bland annat att, om parallellt infallande strålar reflekteras från en cirkelperiferi utgör brännlinjen en epicykloid, och angav flera egenskaper hos denna brännlinje. Inom ekvationsteorin framställde Tschirnhaus en metod att eliminera ett godtyckligt antal termer till en given ekvation och trodde sig därmed ha funnit lösningen av den allmänna n:te-gradsekvationen. Emellertid visade det sig vid närmare undersökning, att för den angivna eliminationens utförande i allmänhet fordrades lösning av en ekvation av vida högre gradtal än den givna och att metoden alltså inte ledde till det önskade resultatet. 

## Filosofi

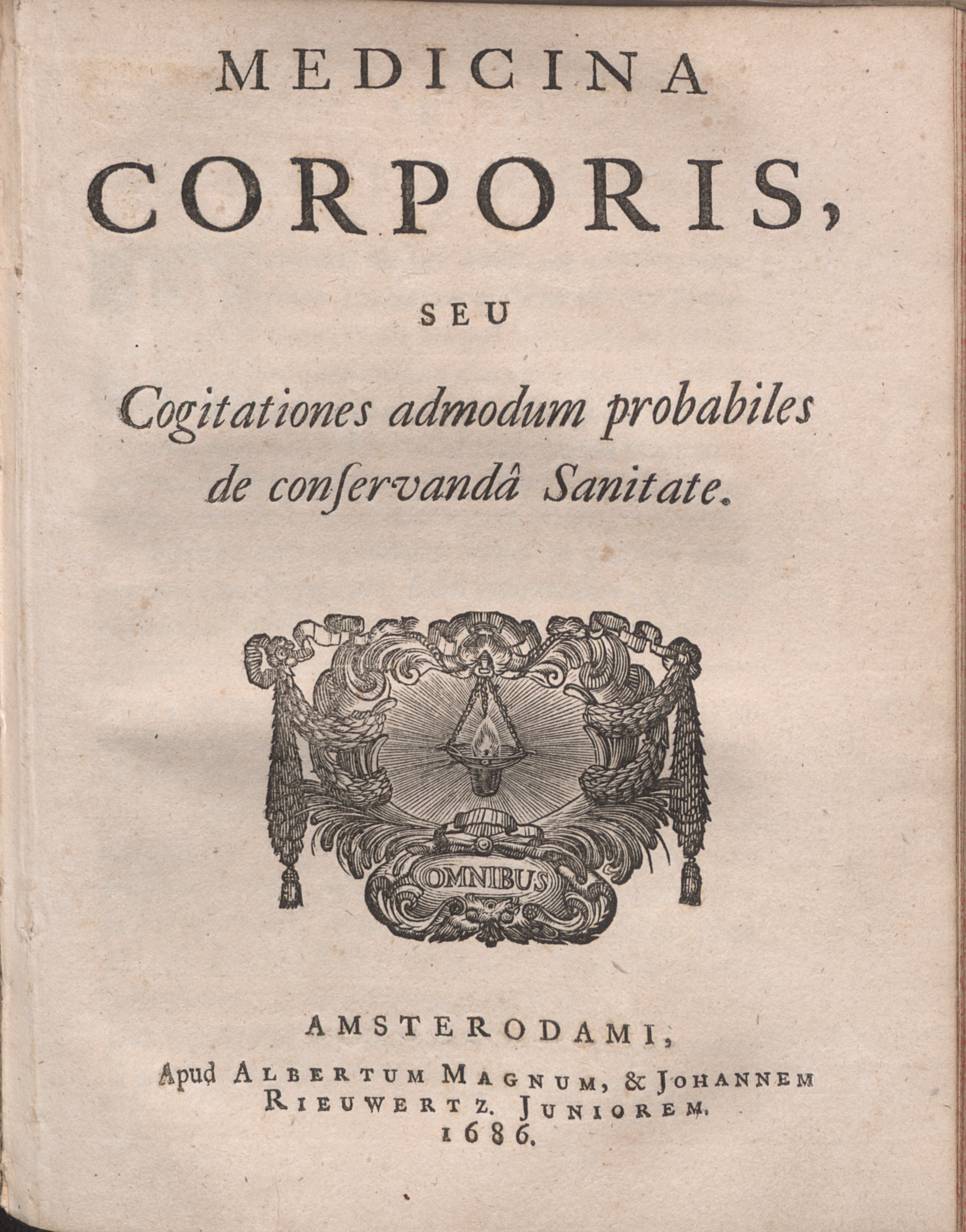
Medicina corporis, 1686

Som en frukt av sina filosofiska forskningar utgav Tschirnhaus arbetet Medicina mentis sive artis inveniendi praecepta generalia (1687), vari han behandlade logiken ur synpunkten av metodlära. 

## Annan verksamhet
För övrigt sysselsatte sig Tschirnhaus med att förfärdiga starka brännspeglar, slipning av glaslinser och även med porslinsfabrikation.